# Каменка (платформа, Горьковская железная дорога)
Ка́менка — остановочный пункт на двухпутном электрифицированном перегоне Высокая Гора — Бирюли Казанского отделения Горьковской железной дороги — филиала ОАО «РЖД». Был открыт в 1958 году. Расположен на территории Высокогорского района Республики Татарстан. Здание билетной кассы со стороны первого главного пути. Ближайший населённый пункт — Неподалёку расположен противотуберкулёзный санаторий «Каменка» с одноимённым населённым пунктом.